# Foued Bahri
 (janvier 2015).
Si vous disposez d'ouvrages ou d'articles de référence ou si vous connaissez des sites web de qualité traitant du thème abordé ici, merci de compléter l'article en donnant les références utiles à sa vérifiabilité et en les liant à la section « Notes et références ».
Foued Bahri (arabe : فؤاد البحري), né le 5 août 1959 à Tunis, est un joueur et entraîneur de football tunisien. Milieu offensif, notamment actif au sein d'El Makarem de Mahdia et du Sfax railway sport, il met fin à sa carrière de joueur assez tôt pour se consacrer à ses études puis à son poste de professeur d'éducation physique et à sa carrière d'entraîneur. Il est le frère aîné de trois anciens joueurs d'El Makarem de Mahdia, Mohamed Adel, Zouhaier et Ahmed Bahri.

## Biographie

### Joueur
Jouant d'abord avec l'Ennahdha sportive de Jemmal parmi les jeunes, il se voit intégré à l'âge de seize ans dans l'équipe des seniors, s'est imposant rapidement comme l'un des meilleurs joueurs et buteurs du club malgré son bref passage. Il connaît aussi beaucoup de passages parmi les sélections régionales de jeunes et faillit participer à la première coupe du monde juniors organisé en Tunisie en 1978.
Après une carrière chez les jeunes, il poursuit une carrière en dents de scie en raison de ses études puis de sa profession. Il passe d'abord par El Makarem de Mahdia puis, après une interruption de deux ans, rejoint le Sfax railway sport. Cependant, comme il travaille à Kébili, très loin du fief de l'équipe où il évolue, il est obligé d'interrompre une nouvelle fois sa carrière durant deux ans, avant de revenir à son club d'El Makarem de Mahdia et de la terminer comme entraîneur-joueur au sein de l'autre club de Mahdia, le Club sportif de Hiboun.

### Entraîneur
Sa carrière d'entraîneur débute avec les cadets d'El Makarem de Mahdia en 1988-1989. Il dirige ensuite le Club sportif de Hiboun de 1990 à 1995 — les minimes et les cadets durant un an puis les juniors et les seniors durant quatre ans — puis effectue un bref passage à la tête de la Jeunesse sportive de Boumerdès pendant la saison 1995-1996.
Il revient en 1998 à El Makarem de Mahdia, où il entraîne toutes les catégories de jeunes. À la tête de la direction technique durant les années 2006-2007, 2007-2008, 2008-2009, 2015-2016, 2016-2017 et 2019-2020, il entraîne les seniors en 2002-2003, 2008-2009, 2012-2013, 2016-2017 et 2019-2020. Il est le fondateur de l'académie du football d'El Makarem de Mahdia durant la saison 2006-2007. Du 15 septembre 1998 au 1er octobre 2020, date de sa retraite, il est également le chef du centre de promotion du football au sein du club sous la direction du ministère de la Jeunesse et des Sports.

## Palmarès
- Demi-finaliste de la coupe de Tunisie cadets avec Ennahdha sportive de Jemmal[1] : 1975
- Vainqueur du championnat de Tunisie juniors avec El Makarem de Mahdia (Ligue II Sud) : 1977, 1978
- Demi-finaliste de la coupe de Tunisie juniors avec El Makarem de Mahdia[2] : 1977
- Meilleur buteur du championnat de Tunisie juniors avec El Makarem de Mahdia (Ligue II Sud) : 1977, 1978

## Équipes entraînées
| Saison    | Club                           | Pays    |
| --------- | ------------------------------ | ------- |
| 1988-1989 | El Makarem de Mahdia           | Tunisie |
| 1990-1995 | Club sportif de Hiboun         | Tunisie |
| 1995-1996 | Jeunesse sportive de Boumerdès | Tunisie |
| 1998-2001 | El Makarem de Mahdia           | Tunisie |
| 2002-2003 | El Makarem de Mahdia           | Tunisie |
| 2006-2009 | El Makarem de Mahdia           | Tunisie |
| 2012-2013 | El Makarem de Mahdia           | Tunisie |
| 2016-2017 | El Makarem de Mahdia           | Tunisie |
| 2019-2020 | El Makarem de Mahdia           | Tunisie |